# 国务院打击治理电信网络新型违法犯罪工作部际联席会议
国务院打击治理电信网络新型违法犯罪工作部际联席会议是中华人民共和国国务院的议事协调机构。

## 历史
2015年6月，国务院批准建立了由公安部牵头，23个部门和单位组成的打击治理电信网络新型违法犯罪工作部际联席会议制度，加强对全国打击治理工作的组织领导和统筹协调。成员单位包括：
1. 公安部
2. 中宣部
3. 工信部
4. 中国人民银行
5. 银监会
6. 最高法
7. 最高检
8. 新闻出版广电总局
9. 中央网信办
10. 安全部
11. 外交部
12. 司法部
13. 财政部
14. 海关总署
15. 工商总局
16. 质检总局
17. 国务院法制办
18. 国务院台办
19. 民航局
20. 中国电信
21. 中国移动
22. 中国联通
23. 全国人大常委会法工委

国务委员、公安部部长为联席会议总召集人，公安部分管刑侦的副部长为召集人。分管政法工作的国务院副秘书长主持联席会议。联席会议办公室设在公安部刑侦局。各地成立省市县三级打击治理电信网络新型违法犯罪工作联席会议。
2015年7月，工信部印发《综合治理不良网络信息 防范打击通讯信息诈骗行动工作方案》，部署通信行业开展为期半年的专项行动。
2015年10月9日，国务院打击治理电信网络新型违法犯罪工作部际联席会议第一次会议在京召开，国务院副秘书长汪永清主持会议。部际联席会议23个成员单位分管负责同志和联络员参加会议。公安部副部长李伟通报了目前打击治理工作情况和面临的形势、存在的问题以及下步工作建议，最高人民法院、最高人民检察院、工业和信息化部、中国人民银行、银监会、中国电信、中国联通、中国移动等有关成员单位负责同志分别发言。国务委员、公安部部长郭声琨出席并讲话，强调各成员单位要认真学习贯彻习近平总书记、李克强总理和刘云山、张高丽、孟建柱等中央领导同志重要指示精神，电信网络新型违法犯罪严重侵害人民群众财产安全和合法权益，严重影响人民群众安全感。 
2016年2月25日，国务委员、公安部部长郭声琨在国务院打击治理电信网络新型违法犯罪工作部际联席会议第二次会议暨专项行动推进电视电话会议上强调要坚持主动进攻、保持严打态势，创新侦查打击方式，建立科学组织指挥、快速接警止付、集中研判侦查、高效打击处理的工作新机制，坚决把电信诈骗犯罪分子的嚣张气焰打下去。部际联席会议决定将打击治理专项行动延长至2016年底。
2016年9月23日在京召开国务院打击治理电信网络新型违法犯罪工作部际联席会议第三次会议，国务委员、公安部部长郭声琨强调，虽然打击治理工作取得了一定成效，但电信网络诈骗犯罪的高发势头仍没有从根本上得到遏制；凡是因行业监管责任不落实，导致相关企业单位未有效履职尽责的，要对行业主管部门进行问责；凡是因防范、整治、打击措施不落实，导致电信网络诈骗犯罪问题严重的地区，要实行综合治理“一票否决”，并追究党政相关负责人的责任。联席会议决定，在全国组织开展为期一年的打击侵犯公民个人信息专项行动。
2016年9月最高人民法院、最高人民检察院、公安部等六部门联合发布《关于防范和打击电信网络诈骗犯罪的通告》：电信诈骗犯罪分子，在10月31日前拒不投案自首的将依法从严惩处。同时明确，电信企业确保今年年底前电话实名率达到100%。
2016年9月，银监会与公安部又颁布实施新规，要求公安机关要依法实施电信网络新型违法犯罪案件冻结资金返还工作。公安机关负责查清被害人资金流向，及时通知被害人，并对权属明确的被害人财产作出资金返还决定，实施返还。
国务院打击治理电信网络新型违法犯罪工作部际联席会议办公室印发《关于开展集中打击“伪基站”违法犯罪专项行动的通知》（公刑〔2018〕1969）、《关于开展打击治理“黑广播”违法犯罪和集中整治违规设置使用调频广播电台专项行动的通知》（公刑〔2018〕1970），决定从2018年5月1日至2018年12月31日在全国范围内开展打击“伪基站”“黑广播”违法犯罪活动和集中整治违规设置使用调频广播电台专项行动。
针对突出的钓鱼网站问题，工信部印发了《公共互联网网络安全威胁监测与处置办法》，将钓鱼网站纳入公共互联网网络安全威胁监测处置范围，建立了基础电信企业、网络安全专业机构、互联网企业、域名机构、网络安全企业等参与的监测处置体系。截至今年上半年，共处置钓鱼网站等网络安全威胁信息约1657万个。工信部积极组织基础电信企业持续做好语音专线和“400”等重点电信业务规范管理，建立“400”外呼白名单，对白名单以外的外呼“400”号码一律进行拦截。同时，加强境外诈骗电话的防范打击。截至2018年8月，已全面建成覆盖国际口和省口的诈骗电话技术防范系统。　　
2018年12月24日在京国务院打击治理电信网络新型违法犯罪工作部际联席会议联络员会议召开，进一步贯彻落实全国打击治理电信网络新型违法犯罪工作电视电话会议精神，公安部副部长、部际联席会议召集人杜航伟出席会议并强调落实部际联席会议决定从2018年12月起在全国范围内组织开展为期一年的新一轮打击治理专项行动。
2019年10月14日，一些中国网民表示自己的微信被封号，原因为“国务院打击治理电信网络新型违法犯罪工作部际联席会议办公室通报封停”。官方回应称是为打击云南部分地区及边境外的新型电信诈骗，凡在云南部分地区登录过微信的都给予封号。
2020年1月14日国务院打击治理电信网络新型违法犯罪工作部际联席会议召开，中华人民共和国公安部部长、总召集人赵克志出席并强调，要纵深推进打击治理电信网络新型违法犯罪工作，今年要集中开展“长城2号”打击治理跨境电信网络诈骗犯罪专项行动，从事电信诈骗拟被纳入失信惩戒名单。
2020年10月10日，国务院打击治理电信网络新型违法犯罪工作部际联席会议部署在全国范围内开展“断卡”行动，公安部副部长、国务院打击治理电信网络新型违法犯罪工作部际联席会议召集人杜航伟组织召开会议，部署在全国开展“断卡”行动。
2021年4月，习近平总书记对打击治理电信网络诈骗违法犯罪的思路方向、基本原则、任务目标和关键举措作出重要指示。
在国务院打击治理电信网络新型违法犯罪工作部际联席会议办公室的统一部署下，2021年6月最高人民法院、最高人民检察院、公安部联合发布《关于办理电信网络诈骗等刑事案件适用法律若干问题的意见(二)》，进一步解决了实践中的部分难点重点问题，为打击治理专项工作提供了有力法律保障。
2022年4月11日，全国打击治理电信网络新型违法犯罪工作电视电话会议在京召开，国务院副秘书长王志清主持会议；国务委员、公安部部长、国务院打击治理电信网络新型违法犯罪工作部际联席会议总召集人赵克志出席并讲话，深化推进打击治理电信网络诈骗违法犯罪工作，坚决遏制电信网络诈骗违法犯罪多发高发态势，要清醒地看到，电信网络诈骗犯罪发展势头猛、现实危害大、打击治理难，必须坚定信心决心，突出问题导向，准确把握当前犯罪新形势新变化，坚持专项治理与系统治理、综合治理、依法治理、源头治理相结合，加快构建“党委领导、政府主导、部门主责、行业监管、有关方面齐抓共管、社会各界广泛参与”的工作格局。会议要求，要保持高压态势，全链条重拳打击涉诈犯罪生态系统；坚持出重拳、下重手、用重典，持续推进“云剑”“断卡”“断流”“拔钉”等各类专项打击行动，迅速掀起新一轮打击电信网络诈骗犯罪高潮，坚决遏制犯罪嚣张气焰；要持续发起集群战役，严厉打击转账洗钱、技术支撑、组织偷渡等黑灰产犯罪，坚决斩断犯罪关键链条;要组织优势力量集中攻坚一批涉诈大要案，抓金主、铲窝点、打平台、断资金，确保打深打透打彻底。要用足用好法律武器，依法从重从快惩处，切实形成打击涉诈犯罪的强大震慑。
2022年4月中共中央办公厅、国务院办公厅印发了《关于加强打击治理电信网络诈骗违法犯罪工作的意见》，明确提出政法机关要依法严厉打击幕后组织者、出资人、策划者，为实施电信网络诈骗违法犯罪提供转账洗钱、技术平台、引流推广、人员招募、偷越国（边）境等服务的组织和人员，以及买卖银行卡、电话卡、公民个人信息、企业营业执照信息等关联违法犯罪。政法机关要健全涉诈资金查处机制，最大限度追赃挽损。从强化技术反制、预警劝阻、宣传教育等三个方面，全面落实“防范为先”理念。建立完善预警劝阻专门系统，及时发现潜在受害群众。
2022年6月9日，国务院打击治理电信网络新型违法犯罪工作部际联席会议办公室召开会议，部署在全国开展为期一年的“拔钉”行动，对电信网络诈骗集团重大头目和骨干人员开展专项缉捕。会议指出：当前电信网络诈骗犯罪多发高发，其中一个重要原因为部分电信网络诈骗集团重大头目和骨干人员通过种种手段逃避打击，在境内外设立诈骗窝点，疯狂实施诈骗活动，并大肆挥霍诈骗钱财。有的诈骗集团头目和骨干人员甚至发展成为黑恶犯罪势力，从事贩毒、开设赌场、绑架、敲诈勒索等各类违法犯罪活动，危害十分严重。国务院联席办对此高度重视，部署专题研究，并决定开展“拔钉”行动，全力缉捕电信网络诈骗犯罪集团重大头目和骨干人员，坚决遏制电信网络诈骗犯罪多发高发态势。 